# Sabulodes gonnapearia
Sabulodes gonnapearia är en fjärilsart som beskrevs av Charles Oberthür 1911. Sabulodes gonnapearia ingår i släktet Sabulodes och familjen mätare. Inga underarter finns listade.